# Nuevo Progreso, Matías Romero Avendaño
Nuevo Progreso är en ort i Mexiko.   Den ligger i kommunen Matías Romero Avendaño och delstaten Oaxaca, i den sydöstra delen av landet, 500 km sydost om huvudstaden Mexico City. Nuevo Progreso ligger 124 meter över havet och antalet invånare är 748.
Terrängen runt Nuevo Progreso är huvudsakligen platt, men österut är den kuperad. Runt Nuevo Progreso är det ganska tätbefolkat, med 52 invånare per kvadratkilometer. Närmaste större samhälle är Palomares, 1,3 km väster om Nuevo Progreso. Omgivningarna runt Nuevo Progreso är en mosaik av jordbruksmark och naturlig växtlighet.